# Mundos paralelos (serie de televisión)
Mundos paralelos es una serie chilena de suspenso fantástico que se centra en lo que pasa después del terremoto de 1985, en donde seres de otra dimensión pasan a través de unas cavernas formadas por el sismo. En medio de eso, se desarrollan las historias paralelas de cuatro personajes que se van reencontrando, lo que desata situaciones bastante inesperadas porque hay personajes de otras dimensiones, como monstruos y gárgolas. Fue emitida en marzo de 2009 por UCV Televisión.